# Marc Verhaegen (musicus)
Marc Verhaegen (Antwerpen, 25 februari 1943) is een Belgisch pianist en componist.
Hij kreeg zijn muziekopleiding in eerste instantie aan het Brussels Conservatorium van Eduardo del Pueyo. Daarna volgde een uitgebreide studie aan het Koninklijk Vlaams Conservatorium te Antwerpen. Daar waren zijn docenten Frédéric Gevers (notenleer), Emmanuel Geeurickx (harmonieleer), Joseph Maes (kamermuziek), Nini Bulterys (contrapunt) en Willem Kersters (compositieleer). Hij werd vervolgens pianoleraar (1969-1977) en harmonieleraar (1972-1977) aan de Muziekacademie in Asse. Vanaf 1974 tot 1977 was hij docent aan het Conservatorium van Maastricht (muziektheorie). Hij kon dat in eerste instantie combineren met lesgeven aan het Antwerps Conservatorium, maar niet meer met het directeurschap van de muziekschool (Academie August De Boeck) in Herenthout (1977-1990).
In aanvulling op lesgeven trad hij dikwijls op, soms met de "Studio voor Experimentele Muziek" in Antwerpen. 
Zijn werken lieten overgang zien van strikte dodecafonie, seriële muziek naar een meer vrijere vorm met lyrische melodieën (AME, Lexicon). Dit verschoof in later tijden naar technieken van zijn voorbeelden Igor Strawinski, Sergej Prokofjev en Sergej Rachmaninov en ook Maurice Ravel (Matrix). Zijn Duo voor hoho en contrabas uit 1979 leverde hem de Albert De Vleeshouwer Prijs op; zijn Toccaresque uit 1983 voor piano vierhandig de Jef Van Hoof-prijs en zijn Trio voor viool, piano en cello uit 1985 de Peter Benoit-prijs. In 1993 kreeg hij nog een prijs van de Koninklijke Vlaamse Academie van België voor Wetenschappen en Kunsten voor zijn Capriccio voor klarinet en piano. Een aantal van zijn werken werd in opdracht geschreven.  
Zowel de Algemene muziek encyclopedie (tot 1983), het Lexicon Vlaamse componisten (tot 1999) als Matrix (2024) geeft een lijst aan werken in allerlei genres weer.
- Bibliothèque nationale de France: cb169761043 (data)
- International Standard Name Identifier: 0000 0000 3151 8364
- Library of Congress Control Number: no98056973
- MusicBrainz: ab9fcd18-a59b-4ea0-b54a-f7f5395510e6
- Nationale Bibliotheek van Israël: 987007322494105171
- Nederlandse Thesaurus van Auteursnamen: 428300030
- Virtual International Authority File: 316758796